# Museo Postal Cubano
El Museo Postal Cubano "José Luis Guerra Aguiar" es un museo filatélico cubano fundado el 2 de enero de 1965 y que se encuentra situado en la planta baja del Ministerio de Comunicaciones, en La Habana. Sus orígenes se remontan a una resolución dictada en 1939 por la entonces Secretaría de Comunicaciones de crear en Cuba un Museo Postal, la cual no se concretaría hasta después del triunfo de la revolución cubana.
El Museo se nutre con piezas de nueva adquisición, de donaciones y de los sellos de correos recibidos a través de la Unión Postal Universal (UPU). Uno de sus pabellones más visitados es la Sala "Cuba", inaugurada el 2 de enero de 1985 y que incluye la historia del proceso de todas las emisiones de sellos cubanos y un numeroso material de la historia postal cubana (consistente en cartas circuladas desde 1760 hasta la fecha e incluido el "Libro de Cuentas" del primer administrador del correo cubano en 1765), en etapas determinadas como Cuba-colonia española, la etapa de la intervención norteamericana, el Correo mambí o insurrecto, la República mediatizada y el Gobierno Revolucionario. Posee también en exhibición sobre el "Cohete Postal Cubano", experimento lanzado el 15 de octubre de 1939 que buscaba despachar correo mediante cohetes y que explotó en su lanzamiento.
En 1991, un año después del fallecimiento de su director, José Luis Guerra Aguiar, el Museo Postal Cubano adquirió su nombre a modo de homenaje.